# Теллуроводород
Теллуроводоро́д (теллура́н) — бинарное неорганическое соединение водорода и теллура с формулой {\displaystyle {\ce {H2Te}}}.
Представляет собой при нормальных условиях бесцветный, горючий, легкоразлагающийся газ с весьма неприятным запахом (напоминает чесночный запах арсина). Очень ядовит.

## Структура
Молекула {\displaystyle {\ce {H2Te}}} подобна молекуле сероводорода, имеет «изогнутую» структуру {\displaystyle {\ce {H-Te-H}}} с углом между атомами водорода 89,5° и с расстоянием между атомами H и Te 0,169 нм. Дипольный момент равен 0,081 Д.

## Химические свойства
Химические свойства теллуроводорода схожи со свойствами сероводорода, но в водных растворах {\displaystyle {\ce {H2Te}}} более диссоциирован.
{\displaystyle {\ce {H2Te}}}, как и селеноводород является очень сильным восстановителем, например, обесцвечивает раствор иода:
{\displaystyle {\ce {H2Te + I2 -> 2HI ^ + Te}}}.
{\displaystyle {\ce {H2Te}}} очень нестойкое соединение, уже при 0 °C в темноте медленно разлагается на элементы, при освещении скорость разложения нарастает (фотодиссоциация). Жидкий {\displaystyle {\ce {H2Te}}} на свету разлагается очень быстро, именно от этого он на свету весьма быстро приобретает зеленовато-жёлтый цвет из-за растворения в нём элементарного теллура:
{\displaystyle {\ce {H2Te -> Te + H2 ^}}} (1).
Теллуроводород горит в воздухе или кислороде синим пламенем, с образованием диоксида теллура и воды:
{\displaystyle {\ce {2 H2Te + 3 O2 -> 2 H2O + 2 TeO2}}}.
Окисляется кислородом воздуха, особенно во влажном воздухе, до элементарного теллура даже при 0 °C:
{\displaystyle {\ce {2 H2Te + O2 -> 2 Te + 2 H2O}}} (2).

## Получение
Для получения {\displaystyle {\ce {H2Te}}} практически непригодны реакции взаимодействия теллуридов с водой или кислотами, так как из-за разложения образующегося {\displaystyle {\ce {H2Te}}} его выход очень мал. Пример реакции:
{\displaystyle {\ce {Al2Te3 + 6 HCl -> 3 H2Te ^ + 2 AlCl3}}}.
Поэтому используется электролитический метод с применением теллурового катода, платинового анода и серной (или ортофосфорной) кислот в качестве электролита при плотности тока несколько А/дм2 Процесс ведут при температуре около или немного ниже 0 °C.

### Очистка
Выходящий из электролизёра газ (смесь {\displaystyle {\ce {H2Te}}}, водорода, азота и водяного пара) предварительно глубоко осушают, пропуская последовательно через 2 колонки, наполненные плавленым хлоридом кальция и пентоксидом фосфора, затем для отделения водорода и азота газ пускают в приёмник, охлаждаемый жидким азотом или твердой углекислотой, где {\displaystyle {\ce {H2Te}}} кристаллизуется. Процесс ведут в темноте или при очень слабом освещении.

### Хранение
В твердом состоянии, при температуре жидкого азота. При этом {\displaystyle {\ce {H2Te}}} разлагается очень медленно.

### Предосторожности
Ввиду чрезвычайно высокой токсичности все работы с применением {\displaystyle {\ce {H2Te}}} ведут в вытяжных шкафах.

## Теллуриды
Раствор {\displaystyle {\ce {H2Te}}} в воде называют теллуроводородной кислотой. Её соли называют теллуридами. Как правило, эти соли — устойчивые соединения. Практически все теллуриды плохо растворимы в воде и окрашены в чёрный либо серый цвет. Исключение составляют теллуриды щелочных металлов и аммония, а также теллурид бериллия — бесцветные гигроскопические кристаллы, образующие кристаллогидраты. Растворы теллуридов в результате гидролиза имеют щелочную реакцию.
Пример реакции, не имеющей практического значения из-за трудности получения {\displaystyle {\ce {H2Te}}}:
{\displaystyle {\ce {CaO + H2Te -> CaTe + H2O}}}.
Поэтому теллуриды получают, как правило, прямым синтезом из элементов:
{\displaystyle {\ce {2 K + Te -> K2Te}}}.
Так как {\displaystyle {\ce {H2Te}}} — двухосновная кислота, можно было бы ожидать существование наряду со средними кислых солей, например как у селенидов, однако гидротеллуриды неизвестны.
Многие теллуриды металлов, особенно II группы таблицы Менделеева, обладают полезными термоэлектрическими, полупроводниковыми и фотополупроводниковыми свойствами.

## Применение
{\displaystyle {\ce {H2Te}}} применяется в электронной технологии для получения тончайших плёнок металлического теллура на различных подложках в процессах разложения или окисления: (1), (2). Также применяется для легирования из газовой фазы арсенида галлия, придавая ему электронный тип проводимости.

## Физиологическое действие
Теллуроводород очень токсичен, является гемолитическим ядом. Вдыхание теллуроводорода вызывает головную боль, тошноту и общую слабость, в дальнейшем присоединяются нарушения дыхания и кровообращения.
Относится к 1-му классу опасности по ГОСТ 12.1.007-76.